# Nomenclator Zoologicus
Nomenclator Zoologicus é um dos principais compêndios (neste caso, dos nomes de gêneros e subgêneros) no campo da nomenclatura zoológica, compilado por Sheffield Airey Neave e seus sucessores, e publicado em 9 volumes durante o período de 1939–1994, sob os auspícios da Sociedade Zoológica de Londres; um décimo volume, apenas em formato eletrônico, também foi produzido antes do encerramento do projeto. Ele contém mais de 340 000 instâncias de nomes publicados com suas autoridades e detalhes de sua publicação original (como "microcitações", ou seja, título da revista ou livro, volume e página), algumas notas nomenclaturais e referências cruzadas, e uma indicação do grupo taxonômico a que cada um pertence. Uma versão eletrônica (digitalizada) dos volumes 1-10 foi lançada online pelo projeto uBio, baseado no Laboratório Biológico Marinho, Woods Hole, em 2004–2005.

## Escopo
A seguinte declaração sobre o escopo do empreendimento está contida no Prefácio de Neave ao volume inicial e merece ser citada na íntegra:

Este trabalho constitui uma tentativa de fornecer um registro tão completo quanto possível das origens bibliográficas do nome de cada gênero ou subgênero em zoologia que foi publicado desde 1758, a data da 10ª Edição do Systema Naturae de Linnaeus, até o final do ano de 1935. Ele não contém os nomes encontrados em trabalhos que foram excluídos pela Comissão Internacional de Nomenclatura Zoológica (vide opiniões 51, 72, 89, etc.), nem inclui nomes claramente hipotéticos. No entanto, devido à ausência de uma definição clara de publicação no Código Internacional de Nomenclatura Zoológica, fui obrigado, com alguma relutância, a incluir nomes que aparecem em trabalhos impressos privadamente. O trabalho também contém um grande número de variações de grafia, sejam deliberadas ou acidentais, que ocorreram em todas as publicações primárias durante o mesmo período, embora não pretenda ser de forma alguma completo nesse aspecto. No entanto, não inclui os muitos erros que se encontram necessariamente em publicações secundárias, como Nomencladores anteriores e obras de referência, como o Zoological Record. As exceções a isso são os casos em que emendas deliberadas de um nome foram feitas pelo autor ou editor de tais obras, por exemplo, os muitos exemplos no Index Universalis de Agassiz, e os casos em alguns dos primeiros volumes do Zoological Record em que certos Registradores alteraram deliberadamente nomes, possivelmente para concordar com suas próprias visões de derivação clássica. Certas outras classes de grafias alternativas são ignoradas, por exemplo, muitos dos nomes que começam com um ditongo inicial e aqueles nomes que foram escritos de várias maneiras com um I ou J iniciais. Nesses casos, o nome é indexado como foi originalmente escrito, e uma referência cruzada geral será encontrada em seu lugar apropriado. Prefácio do volume 1 do Nomenclator Zoologicus (p. vii)

## História da publicação inicial
O conceito para o trabalho inicial de Neave foi elaborado em 1934, com a compilação ocorrendo entre 1935–1939. O custo da compilação (como salários adicionais, excluindo a impressão) foi citado como £1.800 da época, fornecido pela Sociedade Zoológica de Londres, com os custos de impressão cobertos pela Corporação Carnegie de Nova York, a Sociedade Real do Reino Unido e um doador anônimo. O compêndio inicial, intitulado "Nomenclator Zoologicus; uma lista dos nomes de gêneros e subgêneros em zoologia desde a Décima Edição de Linnaeus, 1758, até o final de 1935", foi emitido em quatro volumes cobrindo as partes alfabéticas A-C, D-L, M-P e Q-Z durante 1939–1940, contendo mais de 225.000 nomes genéricos e subgenéricos publicados. O volume 5, um suplemento cobrindo o período 1936–1945, foi lançado em 1950, seguido pelo volume 6 (nomes 1946–1955, editado por M.A. Edwards e A.T. Hopwood) em 1966, volume 7 (nomes 1956–1965, editado por M.A. Edwards e H.G. Vevers) em 1975, volume 8 (nomes 1966–1977, editado por M.A. Edwards e M.A. Tobias) em 1993, e volume 9 (nomes 1978–1994, editado por M.A. Edwards, P. Manly e M.A. Tobias) em 1996. Um décimo volume, somente em formato eletrônico, cobrindo os nomes de 1995 a 2004, também foi produzido pela Thomson Reuters, compiladores do Zoological Record, e disponibilizado aos compiladores da versão digital na Marine Biological Laboratory/Biblioteca da Woods Hole Oceanographic Institution, Woods Hole (ver abaixo).

## Gêneros versus subgêneros
Nos 8 volumes iniciais da obra publicada, não foi feita distinção entre gêneros e subgêneros; essa discrepância foi abordada nos volumes 9 e 10, com nomes propostos como subgêneros identificados como tal (com "como nome do gênero (nome do subgênero)" no final do registro). (Se um nome proposto como subgênero se torna posteriormente aceito como nome genérico é da alçada da taxonomia, não da nomenclatura, e, portanto, fora do escopo de uma obra como Nomenclator Zoologicus.)

## Versão digitalizada
Com a aprovação dos editores originais e apoio financeiro da Andrew W. Mellon Foundation e do Global Biodiversity Information Facility, o projeto uBio, baseado na Biblioteca da Marine Biological Laboratory/Woods Hole Oceanographic Institution em Woods Hole, EUA, realizou um projeto para digitalizar os volumes impressos 1-9 de Nomenclator Zoologicus, aos quais foi adicionado o conteúdo do volume eletrônico 10, disponibilizado na internet em 2004–2005. O acesso à versão digitalizada está disponível em http://ubio.org/NomenclatorZoologicus/. É informado que ela contém 340 000 gêneros representados no texto, bem como aproximadamente 3 000 correções suplementares. O conteúdo foi convertido (por meio de reconhecimento óptico de caracteres e edição manual) em uma estrutura de banco de dados e é classificado em campos estruturados (nome científico, autoridade, citação) que podem ser pesquisados juntos ou individualmente; qualquer nome que seja recuperado como resultado de uma pesquisa pode ser rastreado até uma imagem escaneada da página de onde ele deriva. Os principais benefícios decorrentes da conversão do conteúdo em formato digital incluem a capacidade de um usuário pesquisar em todos os volumes originais simultaneamente, a disponibilização da pesquisa via internet a partir de qualquer computador (evitando a necessidade anterior de localizar e acessar fisicamente as obras impressas) e o potencial de mobilização dos dados para a arena mais ampla da informática da biodiversidade, incluindo sua disponibilidade para reutilização e aprimoramento por outros projetos (ver abaixo).

## Uso contínuo dos dados
Como dados digitais (registros individuais, correspondendo a entradas distintas no Nomenclator original), as entradas do trabalho de Neave continuam a ser incorporadas em compilações digitais modernas, complementadas em alguns casos com informações adicionais, como alocação familiar atual, status nomenclatural ou taxonômico, entre outros.

### Casos simples (uma única instância de publicação original citada)
Como exemplo do caso mais simples, a primeira entrada no volume 1 da obra original diz:

Aaages Barovskiĭ 1926, Rev. russe Ent., 20, 69.—Col
Na versão digitalizada do uBio, isso se tornou o registro #1 (http://www.ubio.org/NZ/detail.php?uid=1&d=1); também foi transferido para o IRMNG, o Registro Interino de Gêneros Marinhos e Não Marinhos, onde é o registro #1157780 (http://www.irmng.org/aphia.php?p=taxdetails&id=1157780), e para a espinha dorsal taxonômica do Global Biodiversity Information Facility (GBIF), onde é o registro #4741596 (https://www.gbif.org/species/4741596). No registro do IRMNG (e no registro do GBIF, que é derivado do anterior), o nome é notado (de acordo com o "Catálogo de Biologia" de J. Hallan) como uma possível grafia incorreta de Aages Barovskiĭ, 1926 (embora outras fontes afirmem que Aaages está correto) e é atribuído à família Coccinellidae, o que é um aprimoramento em relação à alocação original do Nomenclator, que é simplesmente "Col"[eoptera].

### Casos compostos (múltiplas instâncias de publicação original citadas)
De acordo com os compiladores, em alguns casos não estava claro em qual publicação o nome foi definitivamente estabelecido, então múltiplas instâncias podem ser listadas, por exemplo:

Aades Schoenherr 1823, Isis (Oken), 1138; 1826, Curc. disp. meth., 156.—Col (registro uBio NZ #5)
Em outros casos, a publicação mais antiga conhecida foi considerada pelos compiladores como um nomen nudum, resultando em uma entrada como a seguinte:

Ablabera Dejean 1833, Isis (Oken), 1138; Catal. Coléopt., ed. 2 (2), 159 [n.n.]; Erichson (1847), Nat. Ins. Dtschl., Col., 3, 695.—Col (registro uBio NZ #156)
No primeiro desses casos, na ausência de outras informações, os dados foram transferidos para sistemas subsequentes (IRMNG, GBIF) presumindo que a instância publicada mais antiga citada seja válida, ou seja, esse nome é então citado como Aades Schoenherr, 1823 (IRMNG: 1219290; GBIF: 1228684). No segundo caso, a distinção entre a instância não disponível (nomen nudum) e a publicada validamente é importante tanto nomenclaturalmente quanto taxonomicamente, e, portanto, dois registros foram criados com base na única entrada do Nomenclator, sendo um para Ablabera Dejean, 1833 (listado como um nomen nudum: IRMNG 1396991, GBIF 7538591) mais outro para Ablabera Erichson, 1847 (IRMNG 1232986, GBIF 1050104).
A partir dos exemplos acima, fica claro que, embora falte algumas informações suplementares desejáveis, o conjunto de mais de 340.000 registros originais do Nomenclator fornece uma grande base sobre a qual iniciativas subsequentes de informática da biodiversidade foram construídas. Um uso adicional do conjunto de dados do Nomenclator Zoologicus é na forma de um mapeamento realizado por Rod Page entre registros no Nomenclator e registros no Index to Organism Names (ION) operado pela Clarivate Analytics (anteriormente pela Thomson Reuters), para DOIs, e para bancos de dados bibliográficos como a Biblioteca de Herança da Biodiversidade (BHL) e BioStor.

## Disponibilidade de dados
O arquivo de banco de dados uBio original usado como base de dados para a versão mapeada por R. Page citada acima é acessível através do URL https://github.com/rdmpage/nomenclator-zoologicus/tree/master/data. Uma versão "limpa" e estendida dos dados está incorporada (junto com dados de várias outras fontes) no conjunto de dados de gêneros do IRMNG (versões a partir de 2013), acessível em http://www.irmng.org/download.php.

## Homônimos
Um Nomenclator Zoologicus anterior foi publicado por Louis Agassiz em 1842, e outro trabalho com o mesmo título por Samuel Hubbard Scudder em 1882, no entanto, no século XX e hoje, o nome "Nomenclator Zoologicus" é mais comumente empregado para a compilação de Neave (por exemplo, ver Evenhuis, 2016).